# Mikaël Kingsbury
Mikaël Kingsbury (Sainte-Agathe-des-Monts, 24 de julio de 1992) es un deportista canadiense que compite en esquí acrobático, especialista en las pruebas de baches.
Participó en tres Juegos Olímpicos de Invierno, obteniendo en total tres medallas, plata en Sochi 2014, oro en Pyeongchang 2018 y plata en Pekín 2022.
Ganó quince medallas en el Campeonato Mundial de Esquí Acrobático entre los años 2011 y 2025.

## Medallero internacional
| Juegos Olímpicos   | Juegos Olímpicos             | Juegos Olímpicos  | Juegos Olímpicos   |
| Año                | Lugar                        | Medalla           | Prueba             |
| ------------------ | ---------------------------- | ----------------- | ------------------ |
| 2014               | Sochi (Rusia)                | Medalla de plata  | Baches             |
| 2018               | Pyeongchang (Corea del Sur)  | Medalla de oro    | Baches             |
| 2022               | Pekín (China)                | Medalla de plata  | Baches             |
| Campeonato Mundial |                              |                   |                    |
| Año                | Lugar                        | Medalla           | Prueba             |
| 2011               | Deer Valley (Estados Unidos) | Medalla de plata  | Baches en paralelo |
| 2011               | Deer Valley (Estados Unidos) | Medalla de bronce | Baches             |
| 2013               | Oslo/Voss (Noruega)          | Medalla de oro    | Baches             |
| 2013               | Oslo/Voss (Noruega)          | Medalla de plata  | Baches en paralelo |
| 2015               | Kreischberg (Austria)        | Medalla de oro    | Baches en paralelo |
| 2015               | Kreischberg (Austria)        | Medalla de plata  | Baches             |
| 2017               | Sierra Nevada (España)       | Medalla de bronce | Baches             |
| 2019               | Park City (Estados Unidos)   | Medalla de oro    | Baches             |
| 2019               | Park City (Estados Unidos)   | Medalla de oro    | Baches en paralelo |
| 2021               | Almaty (Kazajistán)          | Medalla de oro    | Baches             |
| 2021               | Almaty (Kazajistán)          | Medalla de oro    | Baches en paralelo |
| 2023               | Bakuriani (Georgia)          | Medalla de oro    | Baches             |
| 2023               | Bakuriani (Georgia)          | Medalla de oro    | Baches en paralelo |
| 2025               | Engadina (Suiza)             | Medalla de oro    | Baches en paralelo |
| 2025               | Engadina (Suiza)             | Medalla de plata  | Baches             |